# Боридько, Алексей Дмитриевич
Алексей Дмитриевич Боридько (15 ноября 1922, пос. Орловский, Омский уезд, Омская губерния, РСФСР — 22 июня 1996, Булаевский район, Казахстан) — колхозник, бригадир совхоза «Чистовский» Булаевского района Северо-Казахстанской области, Казахская ССР. Герой Социалистического Труда (1967).

## Биография
Родился 15 ноября 1922 года в крестьянской семье в посёлке Орловском Омского уезда (ныне — упраздненное село в Исилькульском районе Омской области).
С 1934 года трудился рядовым колхозником в колхозе «Красная Орловка» Исилькульского района. Участвовал в Великой Отечественной войне. После демобилизации в 1949 году поселился в селе Булаево (ныне — город Булаево) Северо-Казахстанской области, где работал трактористом в совхозе «Чистовский» Булаевского района. С апреля 1955 года — бригадир тракторной бригады.
Бригада Алексея Боридько ежегодно перевыполняла план. В 1967 году удостоен звания Героя Социалистического Труда «за достигнутые успехи в увеличении производства и заготовок зерна в 1966 году».
Неоднократно принимал участие во Всесоюзной выставке ВДНХ.
С 1982 года — на пенсии.
Скончался 22 июня 1996 года, похоронен на кладбище села Урожайное района Магжана Жумабаева.
Награды
- Герой Социалистического Труда — указом Президиума Верховного Совета СССР от 19 апреля 1967 года
- Орден Ленина
- Орден Трудового Красного Знамени